# Kaffemått
Kaffemått är ett doseringsmått, motsvarande en ”rågad” matsked, det vill säga något mer än 15 milliliter. Kaffemått finns i alla möjliga färger och former.